# Stevensville
Stevensville es una villa ubicada en el condado de Berrien en el estado estadounidense de Míchigan. En el censo de 2010 tenía una población de 1142 habitantes y una densidad poblacional de 0,42 personas por km².

## Geografía
Stevensville se encuentra ubicada en las coordenadas 42°0′50″N 86°31′32″O / 42.01389, -86.52556. Según la Oficina del Censo de los Estados Unidos, Stevensville tiene una superficie total de 2709.13 km², de la cual 2698.75 km² corresponden a tierra firme y (0.38%) 10.36 km² es agua.

## Demografía
Según el censo de 2010, había 1142 personas residiendo en Stevensville. La densidad de población era de 0,42 hab./km². De los 1142 habitantes, Stevensville estaba compuesto por el 94.57% blancos, el 2.1% eran afroamericanos, el 0.96% eran amerindios, el 1.23% eran asiáticos, el 0.09% eran isleños del Pacífico, el 0.61% eran de otras razas y el 0.44% pertenecían a dos o más razas. Del total de la población el 2.36% eran hispanos o latinos de cualquier raza.